# Westliche Shoshone

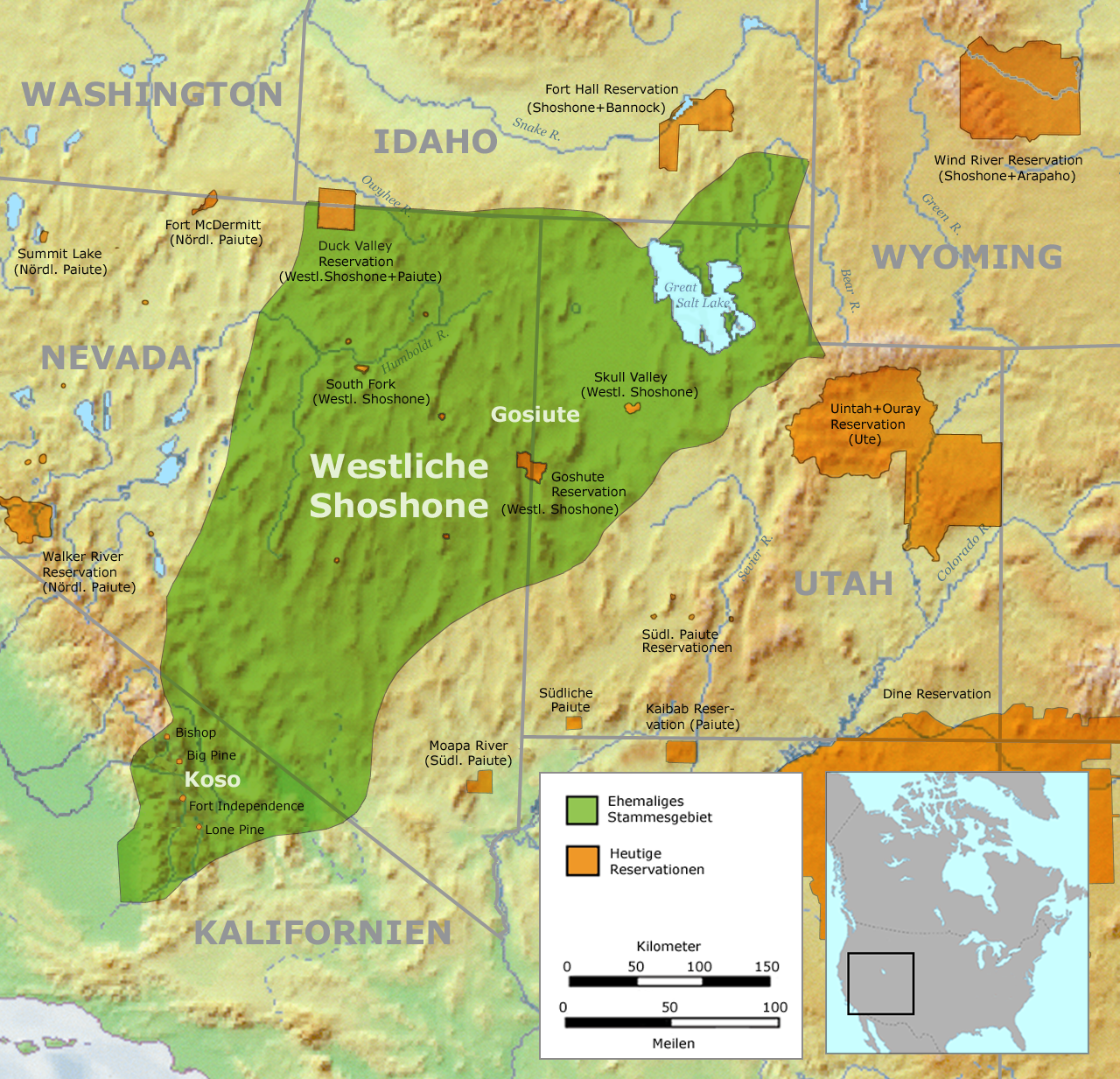
Ehemaliges Stammesgebiet der Westlichen Shoshone und heutige Reservate in Utah und Nevada

Die Westlichen Shoshone, auch Westliche Schoschonen (engl. Western Shoshone, Eigenbezeichnung: Newe – „Volk“, sprich: Nih-wih) sind ein Indianer-Stamm der Shoshone. Sie sprechen eine uto-aztekische Sprache im Dialekt der Shoshone-Comanche.
Das traditionelle Territorium der Westlichen Shoshone umfasst den zentralen und westlichen Teil des US-Bundesstaates Idaho, das nordwestliche Utah, das zentrale und nordöstliche Nevada sowie das Panamint Valley, die Panamint Mountains sowie das Death Valley in Kalifornien.
Die Westlichen Shoshone zählen zum Kulturareal des Großen Beckens. Neben den Westlichen Shoshone gab es noch die
- Nördlichen Shoshone und
- Östlichen Shoshone (oft als Snakes („Schlangen“) bezeichnet).

## Gruppen der Westlichen Shoshone
- Timbisha (auch bekannt als Panamint oder Koso bezeichnet, leben sesshaft heute im Panamint Valley und im Death Valley (Furnace Creek Reservation) und wanderten einst zwischen den Panamint Mountains, dem Owens Lake und dem Amargosa River)
- Tukuaduka (engl. Sheepeater, „Schafs-Esser“, die Bezeichnung für in Idaho lebende Gruppen der Westlichen Shoshone)
- Toi Ticutta (engl. Cattail Eaters, „Esser des Breitblättrigen Rohrkolbens“, dessen „Wurzelstöcke“ stärkereich und nach dem Abkochen essbar sind, meist als Gosiute bezeichnet, die Bezeichnung für die in Nevada und Utah lebenden Gruppen)
- Te-Moak (offiziell Te-Moak Tribe rund um Elko (Nevada), 1938 schlossen sich vier in Nevada lebenden Gruppen unter der Führung des Häuptlings Frank Te-Moak zusammen)
  - Battle Mountain Band (leben am nordwestlichen Rand der Kleinstadt Battle Mountain in einer "Colony" nahe der Grenze, die die Stammesgebiete der Shoshone und der Nördlichen Paiute trennte; die Shoshone nannten diese Region Tonomudza)
  - Elko Band (siedelten in der Nähe der Stadt Elko, um dort beim Bau der Eisenbahn Arbeit zu finden)
  - South Fork Band (leben am Oberlauf des Reese River)
  - Wells Band (Eigenbez.: Kuiyudika. „Esser der Kuiyu-Pflanze“, einer essbaren Wüstenpflanze, leben in den wüsten Hochebenen im Nordosten Nevadas)
    - Doyogadzu Newenee (end-of-the-mountain people)
    - Waiha-Muta Newenee (fire-burning-on ridge people)
- Yomba in Nye County, Nevada

## Demographie
Der US-Census schätzte 1910 die Zahl der Westlichen Shoshone auf 1.800 und 20 Jahre später auf 2.000. 1937 nannte das Bureau of Indian Affairs mit 1201 eine wesentlich kleinere Zahl. Heute (Stand: 2005) wird die Zahl, je nach Zählweise, als zwischen 5 und 10.000 liegend angegeben.

## Lebensweise und Kultur
Die Westlichen Shoshone unterschieden sich von den Nördlichen und Östlichen Shoshone dadurch, dass sie keine Pferde besaßen und sich deshalb nicht an der Bisonjagd in den Great Plains beteiligten. Daher werden sie oft auch allgemein als Shoshoko oder als Walker Shoshone, „zu Fuß gehende Shoshone“ bezeichnet. Zusammen mit den benachbarten Bannock und Paiute wurden sie oft von den Europäern verächtlich auch als Diggers („Gräber“) bezeichnet, da sie mittels eines Grabstocks das Erdreich nach essbaren Wurzeln, Gräsern, Samen und Tieren durchsuchten. Im Gegensatz zu ihren Verwandten entwickelten die Westlichen Shoshone keine auf dem Pferd basierende nomadische Plains-Kultur. Die Westlichen Shoshone bewohnten meist einfache mit Weiden-, Rindenmatten oder Tierfellen bedeckte Strauchhütten, die sog. Wickiups; auf Wanderschaft errichteten sie, falls es die Jahreszeit und das Wetter zuließen, meist einfache Windschirme (span. ramada).

## Geschichte
Vermutlich stieß der Trapper und Pelzhändler Jedediah Smith 1825 bei der Jagd in den westlichen Rocky Mountains (im heutigen Utah) als erster Weißer auf die Westlichen Shoshone. 1847 ließen sich die Mormonen in Nevada nieder und kamen mit den Westlichen Shoshone in Kontakt, die am südlichsten lebten. Die Westlichen Shoshone sahen sich durch den Zustrom weißer Siedler bedroht und griffen vermehrt den Pony-Express oder andere Einrichtungen der Weißen an. Zum Schutz errichteten die Weißen 1862 im Ruby Valley das Fort Ruby. Noch im selben Jahr massakrierte eine Armee-Einheit eine Vielzahl der Westlichen Shoshone.
1863 schlossen die Häuptlinge der Westlichen Shoshone in Fort Ruby mit den USA, vertreten durch einige Armee-Offiziere, einen „Vertrag für Frieden und Freundschaft“ ab, der als völkerrechtlicher Vertrag zwischen zwei souveränen Nationen 1866 vom US-Kongress bewilligt und 1869 von Präsident Ulysses S. Grant schließlich in Kraft gesetzt wurde.
1869 war die Eisenbahnlinie quer durch den Kontinent fertiggestellt worden. Sie führte auch durch das Gebiet der Westlichen Shoshone. Die Fertigstellung der Bahnlinie kam für die Westlichen Shoshone dem Ende ihres Lebens in Freiheit gleich. 1877 wurde ihnen das Duck-Valley-Reservat zugeschrieben; doch es zogen nie alle Westlichen Shoshone dorthin. Einige zogen stattdessen zu den Paiute in Reservate im westlichen Nevada. Die meisten blieben jedoch in ihren traditionellen Jagdgründen. Mit der Zeit gaben sie, vor allem unter massivem Anpassungszwang durch die Weißen (Jagdverbote; Verbot, die eigene Sprache zu sprechen usw.), ihre bisherige Lebensweise weitgehend auf und arbeiteten vermehrt auf Ranches oder in Minen.

## Zeitgenössisches Leben
Heute sind die Westlichen Shoshone stark von den gesundheitlichen Folgen der Nuklearrüstung und durch nukleare Endlagerungspläne der US-Regierung betroffen. In ihrem Gebiet fanden hunderte von ober- und unterirdischen Atombombentests statt (Nevada Test Site, Nye County, Süd-Nevada). In den ihnen heiligen Yucca Mountains im Gebiet der Nevada Test Site ist für die Zukunft das zentrale nukleare Endlager der USA geplant. Gegen diese Pläne haben die Westlichen Shoshone im März 2005 vor dem Federal Court in Las Vegas Klage eingereicht. Sie berufen sich dabei auf den „Vertrag von Ruby Valley“.
Bis heute bildet, da niemals aufgekündigt, der „Vertrag von Ruby Valley“ von 1863 eine Quelle des Streits der Westlichen Shoshone mit den USA. Für die Shoshone ist er die Grundlage ihrer niemals erloschenen Souveränitätsansprüche auf ihr riesiges Stammesgebiet, das vom Süden Idahos quer durch Nevada bis hinunter ins Death Valley, Kalifornien, reicht. Die USA dagegen betrachten den Vertrag heute, in einseitig-normativer Auslegung der Besiedlung des betreffenden Gebietes durch die Weißen (gradual encroachment), als faktisch „gegenstandslos“.
Gegen diese Auffassung setzten sich die Stammesregierung der Westlichen Shoshone, das Western Shoshone National Council, und viele traditionelle Westliche Shoshone jahrzehntelang zur Wehr. Mit Inkrafttreten des sog. Western Shoshone Claims Distribution Act am 7. Juli 2004, den der demokratische US-Senator von Nevada, Harry Reid, und der republikanische Abgeordnete James Gibbons im US-Kongress eingebracht hatten, erhielten die rund 8.000 registrierten Western Shoshone schließlich – nach einem stammesinternen Volksentscheid – für den effektiven Verlust von 11.000.000 ha ihres Landes von der Bundesregierung eine Entschädigung von 145 Millionen US-Dollar (samt Zinsen) bar ausgezahlt (etwa $30.000 pro Stammesangehörigen). Damit ist der Landrechtsanspruch der Western Shoshone formell gegenstandslos geworden.
Der Landrechtskampf der Westlichen Shoshone fand vor dem Hintergrund der Interessen von Militärs (Atombombentests und atomares Endlager in den Yucca Mountains), der ausgedehnten Weide- und Viehwirtschaft und der ökonomischen Interessen der internationalen Goldkonzerne statt; Nevada besitzt einige der reichsten Goldvorkommen der Welt. Er wurde schließlich Ende der 1990 durch die Auszahlung einer Entschädigungssumme an die Western Shoshone durch die US-Regierung beendet, für deren Annahme sich eine Mehrheit der Shoshone – gegen den erbitterten Widerstand „traditioneller“ Shoshone wie der Geschwister Mary und Carrie Dann (Crescent Valley, Nevada) – ausgesprochen hatte.
Auch international fand der Landrechtskampf Beachtung, als 1993 die beiden Shoshone-Rancherinnen Mary und Carrie Dann den „Alternativen Nobelpreis“ (Right Livelihood Award) in Stockholm zuerkannt bekamen – in Anerkennung ihres langjährigen Kampfes um die verbrieften Land- und Lebensrechte der Westlichen Shoshone. Aufforderungen von Seiten der Organisation Amerikanischer Staaten (OAS) an die Adresse Washingtons, diese Rechte zu respektieren, wurden von den USA ignoriert.
Der UN-Ausschuss für die Beseitigung der Rassendiskriminierung (CERD) hat aus diesem Grund am 10. März 2006 gegen die USA ein Verdikt ausgesprochen, das die Klagen der Western Shoshone bestätigt, die USA verletzten ihre traditionellen Landrechte. Besonders besorgt zeigte sich das UN-Komitee über Berichte von gesetzgeberischen Bemühungen der USA, traditionelles Land der Western Shoshone zu privatisieren, um es danach multinationalen Gold- und Energiekonzernen anzubieten oder als nukleares Testgelände bzw. Endlager zu nutzen. Gleichfalls besorgt zeigte sich das UN-Komitee über die von den US-Behörden gegen Western-Shoshone-Rancher verhängte Weidegebühren, ferner über Arrestverhängungen, Viehkonfiskationen und über die Einschränkungen der Jagd- und Fischereirechte bei den Western Shoshone. Eine Stellungnahme der USA zu dem UN-Verdikt ist bislang (Stand: 14. März 2006) ausgeblieben.